# Tel Avdon
Tel Avdon (hebrejsky: תל עבדון) je pahorek o nadmořské výšce 146 metrů v severním Izraeli, v Horní Galileji.
Je situován necelý 1,5 kilometru západně od vesnice Avdon a 1,5 kilometru jižně od obce Macuva. Má podobu nevelkého zalesněného navrší, které vystupuje o několik desítek metrů nad okolní krajinu. Na jižní straně se pak svažuje k toku vádí Nachal Kaziv. Na severovýchodní straně s ním sousedí vrch Giv'at Ezov. Archeologické zkoumání zde odhalilo zbytky keramiky z doby bronzové, z římského i byzantského období. Podle některých je tato lokalita místem biblického města Abdón zmiňovaného v Knize Jozue 21,30